# Found Heaven
Found Heaven é o terceiro álbum de estúdio do cantor e compositor americano Conan Gray, lançado em 5 de abril de 2024 pela Republic Records. O álbum foi precedido pelos singles "Never Ending Song", "Winner", "Killing Me", "Lonely Dancers" e "Alley Rose".

## Antecedentes
Em maio de 2023, Gray começou a lançar singles para Found Heaven. Em 19 de maio, ele lançou o primeiro single do álbum, "Never Ending Song". O segundo single, "Winner", foi lançado em 25 de agosto e "Killing Me" foi lançado como terceiro single em 31 de outubro. Gray anunciou Found Heaven em 31 de janeiro de 2024, e lançou o quarto single, "Lonely Dancers", em 9 de fevereiro. O quinto e último single, "Alley Rose", foi lançado em 8 de março.
Em Found Heaven, Gray trabalhou com os produtores Max Martin, Greg Kurstin e Shawn Everett, entre outros.